# Powrót do gniazda
Powrót do gniazda. Powieść z podań XVI wieku – powieść historyczna Józefa Ignacego Kraszewskiego z 1874 roku.
Po raz pierwszy drukowana w odcinkach w warszawskim czasopiśmie "Kronika Rodzinna" (nr 1-14), a następnie w tym samym roku już w wydaniu książkowym u Gebethnera i Wolffa.  Kolejne wyszły w 1883 w Warszawie (M. Glücksberg) i 1895 r. we Lwowie. Łącznie dotychczas ukazało się 15 jej wydań osobnych i dwa w edycjach zbiorowych, w Warszawie, Krakowie i Lwowie..

## Tło powstania
Pisarz przypadkowo zainteresował się tematem reformacji i walk religijnych w XVI wieku, wykorzystując go później pobocznie w niektórych utworach (Kościół Świętomichalski w Wilnie, Zygmuntowskie czasy). Całkowicie poświęcił tej tematyce dopiero Powrót do gniazda, tym samym po raz pierwszy też wprowadzając ją do powieści w naszej literaturze. Na tle burzliwego romansu dwojga młodych ukazał w niej sprawy typowe dla polskiej kultury XVI-wiecznej wraz z przełomem, jaki spowodowała reformacja w tradycyjnym społeczeństwie Rzeczypospolitej. Treść i wymowa utworu odzwierciedlają poglądy i intencje autora, który reformację oceniał krytycznie jako prąd sztucznie przeniesiony z zagranicy i z gruntu obcy polskości. Upadek magnackiego rodu obrazuje zgubne skutki przejęcia przez bohatera wśród Niemców zarówno nowego wyznania, jak i europejskich, „postępowych” poglądów społecznych.
Ten sam motyw – miłości Polaka do Niemki, wbrew woli rodziny – jednakże przeniesiony do fabuły o kilkaset lat późniejszej, pisarz wykorzystał już wcześniej w powieści Dziadunio (1869). Mimo znacznej różnicy epok, historia młodego renegata zawiera również wiele analogii do bieżącej współczesności. 

## Treść
Jest to historia powikłanej i nieszczęśliwej miłości wojewodzica Janusza, potomka i nadziei wielkiego polskiego rodu Rochitów, oraz Frydy, córki bogatego niemieckiego mieszczanina, rozgrywająca się w latach panowania Zygmunta Augusta.  Romans, który ma swój początek w akademickiej, zreformowanej Wittenberdze, toczy się dalej w katolickiej Polsce, gdzie wojewodzic – zwolennik nauki Lutra i sympatyk niemczyzny, po powrocie wchodzi w otwarty konflikt z własną rodziną i tradycjonalistycznym szlacheckim otoczeniem. Ostatecznie wydziedzicza go ojciec, piętnujący jego innowiercze poglądy i zdecydowanie sprzeciwiający się małżeństwu z mieszczańską Niemką. Wierność Frydzie i nieprzełamany upór Janusza doprowadza do śmierci najbliższych i upadku dumnego rodu, a oboje zakochanych stopniowo opuszczają niemal wszyscy. Zdesperowani, zmuszeni są udać się na tułaczkę na dalekiej obczyźnie, skąd po latach do kraju powraca ich wynarodowiony potomek.